# Vega (türkische Band)
Vega ist eine türkische Rockband, die 1996 von Sängerin Deniz Özbey, Gitarrist Esat Tuğrul Akyüz und Keyboarder Gökhan Mert Koral gegründet wurde.

## Werdegang
Der Keyboarder verließ die Band Anfang 2003. Sie steht zurzeit bei NR1 Müzik und GRGDN unter Vertrag. GRGDN arbeitet zusammen mit Sony Music Entertainment und veröffentlichte auch Alben von Bands wie Emre Aydın, Gripin und MaNga.
Für ihr erstes Album arbeitete die Band gemeinsam mit Turgay Gülaydın von Athena und Burak Karataş von Kargo. Bisher veröffentlichte die Band fünf Alben.

## Diskografie

### Alben
- 1999: Tamam Sustum (NR1 Müzik)
- 2002: Tatlı Sert (Universal Music)
- 2003: Tatlı Sert 2
- 2005: Hafif Müzik (GRGDN / Sony Music Entertainment)
- 2017: Delinin Yıldızı (GRGDN)

### Singles (Auswahl)
- 1999: Alışamadım Yokluğuna
- 2002: Bu Sabahların Bir Anlamı Olmalı
- 2002: İz Bırakanlar Unutulmaz
- 2005: Serzenişte
- 2005: Ankara
- 2017: Delinin Yıldızı